# Rai Radio 3
Rai Radio 3 é uma emissora de rádio italiana operado pela organização estatal de radiodifusão RAI e sua programação é focada em música clássica e cultura.Atualmente, é dirigida por Marino Sinibaldi. Fundada em 1 de outubro de 1950 como Programa Terzo, baseava-se livremente em seu xará britânico, o Terceiro Programa da BBC (BBC Radio 3), estabelecida em 1946. Adotou seu nome atual em 1976.

## Programação
A Rai Rádio 3 é um canal temático focado na esfera cultural, no âmbito da música clássica e da música de vanguarda (incluindo concertos ao vivo), teatro, literatura, leituras de obras clássicas, história, economia, filosofia, religião, mitologia, arte e cinema. As informações são apresentadas com uma inclinação crítica e analítica.
Além disso, a rádio transmite os eventos da Euroradio, uma rede de estações de rádio públicas europeias comprometidas com música clássica, jazz e eventos culturais.
Ela transmitiu uma das faixas de longa duração da música clássica,  "Concerto ogni sera"  (um concerto todas as noites), depois "Concerto della sera" (concerto da noite), que foi ao ar de 4 de janeiro de 1953 a dezembro de 1977, por volta das 19h15. Antes, de 1951 a 1953 foi ao ar "Concerto d'apertura" (concerto de abertura) às 20h30, que foi substituído por "Spazio Tre".